# Screamers – Tödliche Schreie
Screamers – Tödliche Schreie (Originaltitel Screamers) ist ein Science-Fiction-B-Film des kanadischen Regisseurs Christian Duguay aus dem Jahre 1995. Er beruht auf der Kurzgeschichte Variante Zwei (englisch Second Variety) aus der Feder des US-amerikanischen Autors Philip K. Dick und wurde im Jahr 2009 mit Screamers: The Hunting als reine DVD-Produktion fortgesetzt.

## Handlung
Im Jahr 2078 leidet die Erde bereits seit längerem unter Energieknappheit und die Menschheit hat sich auch außerhalb der Erde angesiedelt. Das Berynium-Vorkommen des Planeten Sirius 6B wäre die Lösung aller Energieprobleme gewesen, wenn der Abbau durch die entdeckte Strahlung nicht zu gefährlich gewesen wäre. Daher forderte eine Allianz (Alliance) von Bergarbeitern und Wissenschaftlern einen Abbaustopp, während die rein profitorientierten Geschäftsleute des New Economic Block (NEB) auf den weiteren Abbau drängten. Es folgte ein zehn Jahre andauernder, unbarmherziger Krieg zwischen den Wirtschaftsblöcken Alliance und NEB. Die Kriegshandlungen mit nuklearen Waffen verwandelten den einst schönen Planeten in eine trostlose Einöde und lösten auf der Erde einen kalten Krieg aus. Die Allianz setzte als Waffe Screamers ein – kleine, sich selbst reproduzierende Roboter. Diese autonomen, mobilen Klingenwaffen mit Gehirnen bewegen sich knapp unter der Sandoberfläche und zerstückeln ihre Gegner mit rotierenden Klingen. Ihr Name rührt von den typischen Angriffsgeräuschen der Roboter her. Screamers können nicht zwischen Freund und Feind unterscheiden, sondern reagieren auf den Herzschlag von Lebewesen. Daher attackieren sie jeden, der nicht durch ein spezielles technisches Gerät geschützt ist, welches das Pulsgeräusch vor den Screamern verbirgt.
Colonel Hendricksson, Anführer einer kleinen Einheit von Allianz-Soldaten, fühlt sich von der Erdregierung im Stich gelassen und macht sich mit dem Soldaten Jefferson auf den Weg ins feindliche Lager, um Friedensverhandlungen zu führen mit dem Ziel, den Krieg zu beenden. Hendricksson trifft unterwegs David, einen kleinen Jungen mit einem Teddybären, und nimmt ihn aus Mitleid mit. Der kleine, unschuldig wirkende David prägt dabei den Satz: „Kann ich mit Ihnen gehen?“ David entpuppt sich als Screamer, als er vom auftauchenden Becker erschossen wird. Die Schwarzmarkthändlerin Jessica, Becker und der ängstliche Ross bringen Hendricksson ins NEB-Kommando. Doch es ist menschenleer und nur von Screamers bevölkert. Deren Fähigkeit, sich als Menschen zu tarnen, macht jeden verdächtig. Becker ersticht Ross. Der Satz „Kann ich mit Ihnen gehen?“ hallt nun durch die Gänge, hat sich aber zum Horrorszenario verkehrt.
Die Überlebenden kehren zum Allianz-Bunker zurück, wo sie feststellen, dass alle von David getötet worden sind: Die Schöpfung hat sich gegen ihre Schöpfer gewandt. Auch Becker stellt sich als Roboter heraus. Im Überlebenskampf der letzten Menschen auf Sirius 6B werden alle bis auf Hendricksson und Jessica getötet. Sie wollen mit einem kleinen Raumschiff vom Planeten flüchten. Chuck, der den Bunker in Abwesenheit von Hendricksson befehligt hat, ist jetzt auch durch einen Screamer ersetzt, kämpft mit ihm, unterliegt aber. Das Raumschiff kann nur eine Person befördern, und Hendricksson will, dass Jessica zur Erde zurückfliegt. Plötzlich taucht eine zweite Jessica auf, die mit der ersten kämpft. Beide sind Screamers, und die „böse“ tötet die „gute“, verglüht aber selber im startenden Triebwerk. Hendricksson nimmt Abschied von seiner sterbenden Jessica. Die Screamers haben sich schnell entwickelt und sind immer menschenähnlicher geworden. Sie haben – wie Hendricksson sarkastisch anmerkt – sogar gelernt, sich gegenseitig zu töten. Doch sie haben auch zu lieben gelernt, und Jessica hatte Angst davor, was sie auf der Erde anrichten würde. Hendricksson fliegt zur Erde zurück. Von ihm unbemerkt befindet sich eine Bedrohung mit an Bord, nämlich der Teddybär, den Hendricksson nach der Zerstörung des ersten „David“ an sich genommen hat. In der Schlussszene beginnt er sich langsam zu bewegen...

## Kritiken
- „‚Screamers – Tödliche Schreie‘ ist feines Genre-Kino: apokalyptischer Science-Fiction-Horror aus der Feder des ‚Blade Runner‘- und ‚Total Recall‘-Autors Philip K. Dick, zum Leben erweckt durch faszinierende Spezialeffekte und ein Feuerwerk an aufwendigen Actionszenen.“ (Dirk Jasper FilmLexikon)[1]
- „Ein atmosphärisch relativ düsterer, langatmig und entschlossen inszenierter Science-Fiction-Thriller, der inhaltlich unreflektiert politischen und kulturellen Vorstellungen aus den 50er Jahren verhaftet ist.“ (film-dienst 15/1996)[2]
- „Der Sci-Fi-Thriller (…) glänzt durch packende und furios gestaltete Actionszenen. Düstere Zukunftsvision (…) atmosphärisch starker Film, der belegt, dass man auch mit einem kleinen Budget Großes erreichen kann.“ (www.prosieben.de)[3]
- „Erst bei der finalen Auseinandersetzung um das rettende Raumschiff kommt es, neben dem effektreichen Standoff, (…) zu wirklich packenden Actionsequenzen. Davor verläßt sich der routiniert arbeitende Genrespezialist Duguay weitgehend darauf, mit der Paranoia seiner Hauptpersonen vor Screamers-Attacken Spannung zu erzeugen. Das Ergebnis ist ein letztlich zufriedenstellender Endzeit-Schocker, dem ein Mehr an Action allerdings sehr gut getan hätte.“ (video.de)[4]

## Auszeichnungen
Der Film wurde 1996 in drei Kategorien für Genie Awards nominiert, nämlich Perri Gorrara für das beste Produktionsdesign (Szenenbild/Bauten/Dekorationsbau), Normand Corbeil für die beste Originalmusik und Ron White als bester Nebendarsteller.

## Hintergrundinformationen
- Im Gegensatz zum Film spielt die Literaturvorlage von Dick nur auf der Erde.
- Das Budget des von Adrien Morot mit Masken und Ernest Farino sowie Richard Ostiguy mit Spezialeffekten ausgestatteten Films betrug etwa 11 Millionen US-Dollar. Gedreht wurde in der kanadischen Provinz Québec.
- Die Shakespeare-Zitate von Becker waren Roy Dupuis’ Idee.
- Der Film startete am 25. Juli 1996 in den deutschen Kinos.

## Synchronisation
| Rolle                | Deutscher Synchronsprecher |
| -------------------- | -------------------------- |
| Colonel Hendricksson | Joachim Höppner            |
| Jessica              | Veronika Neugebauer        |
| Becker               | Ekkehardt Belle            |
| Chuck Elbarak        | Hartmut Neugebauer         |
| Ross                 | Christian Tramitz          |

## Fortsetzung
2009 erschien eine Fortsetzung als Direct-to-DVD Produktion mit dem Titel Screamers: The Hunting.